# Filoxen de Lèucada
Filoxen (en grec antic: Φιλόξενος, llatí: Philoxenus), fill d'Erixis, fou un poeta de l'antiga Grècia natural de l'illa de Lèucada.
Era efeminat, paràsit i golós, però tenia sempre un gran enginy i bon humor, fins al punt que era el favorit de moltes taules. Va viure vers el segle iv aC i iii aC i va escriure diverses obres que no s'han conservat més que en reduïts fragments. Va morir a Efes. Probablement és el mateix Filoxen que Aristòfanes anomena ἡ Πτερνοκοπίς ('el tallapernils') a Les granotes, i és ridiculitzat també per altres autors còmics.